# オゼッラ・FA1H
オゼッラ・FA1H (Osella FA1H) はオゼッラ・スクアドラ・コルセが1986年のF1世界選手権に投入したフォーミュラ1カー。デザイナーはチーフエンジニアのジュゼッペ・ペトロッタが担当した。FA1HはFA1Gの発展型で、元をたどれば1983年のアルファロメオ・183Tが原型である。FA1Hは出走2戦目で大破し、修理されなかった。後継はFA1Iで、FA1Hの主要な特徴を引き継いだが、投入されたのは1987年であった。

## 背景
FA1Hの開発は1985年12月に始まった。エンツォ・オゼッラは1986年シーズン、時代遅れのアルファロメオ製8気筒エンジンに替えて新しく競争力のあるエンジンを入手しようと努力していた。オゼッラはモトーリ・モデルニと、彼らがカルロ・キティのミナルディ用に開発していた6気筒ターボエンジンを購入するため交渉を行った。FA1Hは当初そのエンジンを搭載するように設計された。最終的にこの交渉は実現せず、オゼッラはアルファエンジンを使わざるを得なかった。モトーリ・モデルニとの交渉の失敗により、FA1Hをアルファ製エンジンにフィットさせるための調整時間が必要となり、新車の開発は遅れることとなった。

## 開発
FA1Hは主にジュゼッペ・ペトロッタによって開発された。車は基本的に前モデルのFA1F/FA1Gのモノコックが使用されており、この2シーズンオゼッラはベースとしたアルファロメオ・184T(183Tとの資料もある)のカーボンコンポジット・モノコックに少しずつモデファイを継続し使用していた。そしてこのスタイルでの参戦は翌1987年も続くことになる。
サスペンションには改良が施され、前作のタイロッドの代わりにリアアクスル上にスラストストラットが取り付けられた。また、ホイールベースが30mm延長され重量配分が最適化された。両サイドポッドはターボチャージャー冷却のための小さな開口部が付けられた。最後に、燃料タンクの容量は195リットルに縮小された。これらの改良によってエンジンカバーを低くすることができ、リアウィングの気流が改善された。オゼッラは依然として風洞実験を行うための予算が足りず、空気力学は前作をベースにペトロッタがインスピレーションで行ったものであった。FA1Hは当初計画されていなかったアルファロメオ・890Tエンジンを搭載した。V型8気筒の排気量1497cc、ボアストロークは74.0mm×43.5mm、圧縮比7:1、出力は11,800回転で700馬力を発生した。ピストンはマーレー、ピストンリングはクレバイテ、インジェクションはスピカ製、イグニッションはマレリ製を使用。このエンジンにKKK製のターボチャージャーを装備した。このエンジン一式も1985年までユーロレーシングが運営するアルファロメオ・レーシングが使用していたものだった。

## レース戦績
ミサノサーキットでの短いテストの後、FA1Hはサンマリノグランプリに持ち込まれた。当時は実戦に投入されなかったが、ベルギーグランプリの後に実戦可能となった。次戦は北米での連戦となったため、FA1Hは7月のフランスグランプリに初投入された。ドライバーはピエルカルロ・ギンザーニで、予選を25位で通過したが決勝ではアレッサンドロ・ナニーニのミナルディと接触してリタイアとなった。
次戦イギリスではセカンドドライバーのアレン・バーグがFA1Hをドライブした。スタート直後、オゼッラの2台とリジェのジャック・ラフィット、アロウズのクリスチャン・ダナーによる多重クラッシュが発生した。FA1Hはこのクラッシュにより大きく破損、チームはシーズンの残りを旧型のFA1FおよびFA1Gで戦った。

## F1における全成績
(key) （太字はポールポジション）
| 年     | チーム                       | エンジン                | タイヤ | ドライバー               | 1   | 2   | 3   | 4   | 5   | 6   | 7   | 8   | 9   | 10  | 11  | 12  | 13  | 14  | 15  | 16  | ポイント | 順位 |
| ------ | ---------------------------- | ----------------------- | ------ | ------------------------ | --- | --- | --- | --- | --- | --- | --- | --- | --- | --- | --- | --- | --- | --- | --- | --- | -------- | ---- |
| 1986年 | オゼッラ・スクアドラ・コルセ | アルファロメオ V8 (t/c) | P      |                          | BRA | ESP | SMR | MON | BEL | CAN | DET | FRA | GBR | GER | HUN | AUT | ITA | POR | MEX | AUS | 0        | NC   |
| 1986年 | オゼッラ・スクアドラ・コルセ | アルファロメオ V8 (t/c) | P      | ピエルカルロ・ギンザーニ |     |     |     |     |     |     |     | Ret |     |     |     |     |     |     |     |     | 0        | NC   |
| 1986年 | オゼッラ・スクアドラ・コルセ | アルファロメオ V8 (t/c) | P      | アレン・バーグ           |     |     |     |     |     |     |     |     | Ret |     |     |     |     |     |     |     | 0        | NC   |

## 参照
1. 1 2 3  OSELLA カフィの加入でポイント獲得なるか FA1H　GPX '87ハンガリー・オーストリアGP合併号 41頁 1987年月日発行
2. 1 2  Hodges: Rennwagen von A–Z nach 1945. 1994, S. 206.
3. ↑  Hodges: A–Z of Grand Prix Cars. 2001, S. 186.
4. ↑  Zur Technik vgl. Bamsey: 1000 bhp Grand Prix Cars. 1988, S. 48.
5. ↑  Bamsey: 1000 bhp Grand Prix Cars. 1988, S. 48.
6. ↑  Cimarosti: Das Jahrhundert des Rennsports. 1997, S. 365.